# 716
Раннє Середньовіччя. Триває чума Юстиніана. У Східній Римській імперії продовжується правління Феодосія III. Більшу частину території Італії займає Лангобардське королівство, деякі області належать Візантії. У Франкському королівстві формально править династія Меровінгів при фактичній владі в руках мажордомів. В Англії триває період гептархії. Авари та слов'яни утвердилися на Балканах. Центр Аварського каганату лежить у Паннонії. Існують слов'янські держави: Карантанія та Перше Болгарське царство.
Омеядський халіфат займає Аравійський півострів, Сирію, Палестину, Персію, Єгипет, Північну Африку та Піренейський півострів. У Китаї править династія Тан. Індія роздроблена. В Японії почався період Нара. Хазарський каганат підпорядкував собі кочові народи на великій степовій території між Азовським морем та Аралом. Відновився Тюркський каганат.
На території лісостепової України в VIII столітті виділяють пеньківську й корчацьку археологічні культури. У VIII столітті продовжилося швидке розселення слов'ян. У Північному Причорномор'ї співіснують різні кочові племена, зокрема булгари, хозари, алани, авари, тюрки, кримські готи.

## Події
- Візантійський полководець Лев Ісавр відмовився визнати василевса Феодосія III і проголосив себе імператором.
- Візантія підписала договір миру й дружби з Першим Болгарським царством.
- У Франкському королівстві Карл Мартел у березні зазнав поразки від фризького герцога Радобода поблизу Кельна. Він відійшов до Айфеля, щоб перегрупуватися і в квітні переміг Радобода під Льєжем. Більше Мартел у своєму житті битв не програвав.
- Огузи відокремились від Тюркського каганату, що стало початком його кінця.
- Проповідник Вінфріт покинув Вессекс, щоб нести Євангеліє германським язичникам на континенті.